# Frank Havermans
Frank Havermans (Breda, 1967) is een Nederlands beeldend kunstenaar.

## Leven en werk
Havermans studeerde architectonische vormgeving aan de Academie voor Beeldende Kunsten Sint-Joost te Breda. Zijn afstudeerproject werd in 1993 bekroond met de publieksprijs van de beroepsvereniging Nederlandse interieurarchitecten (BNI). In 1996 en in 2006 won hij de houtarchitectuurprijs. Zijn werk was onder meer buiten Nederland te zien op de 7e Architectuurbiënnale in São Paulo. Deze inzending van het Nederlands Architectuurinstituut getiteld "Tangible Traces - Dutch Architecture and Design in the making"  was daarna ook te zien in Hongkong, Wenen, Jakarta en in Arnhem. In Nederland werd zijn werk verder onder meer geëxposeerd in het Van Abbemuseum in Eindhoven, in Fort Asperen en in het Stedelijk Museum 's-Hertogenbosch. 
Havermans is werkzaam als installatiekunstenaar. Hij ontwerpt diverse architectonische installaties. In zijn TOFUD-project werkt hij zijn ideeën over complexe processen binnen de stadsontwikkeling uit. In 2010 werd hij in de gelegenheid gesteld om als "Artists in Residence" zijn ideeën op de toekomstige ontwikkeling van de Amsterdamse Zuidas vorm te geven.
Zijn Kapkar/GTO-B10 staat aan de Basisweg in Amsterdam Nieuw-West.